# Ла Плаче (Долина Аосте)
Ла Плаче је насеље у Италији у округу Долина Аосте, региону Долина Аосте.
Према процени из 2011. у насељу је живело 1052 становника. Насеље се налази на надморској висини од 399 м.